# Хандабай
Хандабай — деревня в Баяндаевском районе Иркутской области России. Входит в состав Курумчинского муниципального образования. Находится примерно в 27 км к юго-западу от районного центра.

## Население
По данным Всероссийской переписи, в 2010 году в деревне проживало 12 человек (7 мужчин и 5 женщин).
По факту в данный момент в деревне проживает 7 человек